# Elmalı (Landkreis)
Elmalı ist ein Landkreis (İlçe) der türkischen Provinz Antalya und zusammen mit der Kreisstadt Elmalı gleichzeitig ein Stadtbezirk der 1993 geschaffenen Büyükşehir belediyesi Antalya (Großstadtgemeinde/Metropolprovinz). Er liegt südlich des Kreises Korkuteli, östlich vom Kreis Kumluca und nördlich der Landkreise Finike und Kaş. Westlich grenzt er an den Landkreis Fethiye der Provinz Muğla.

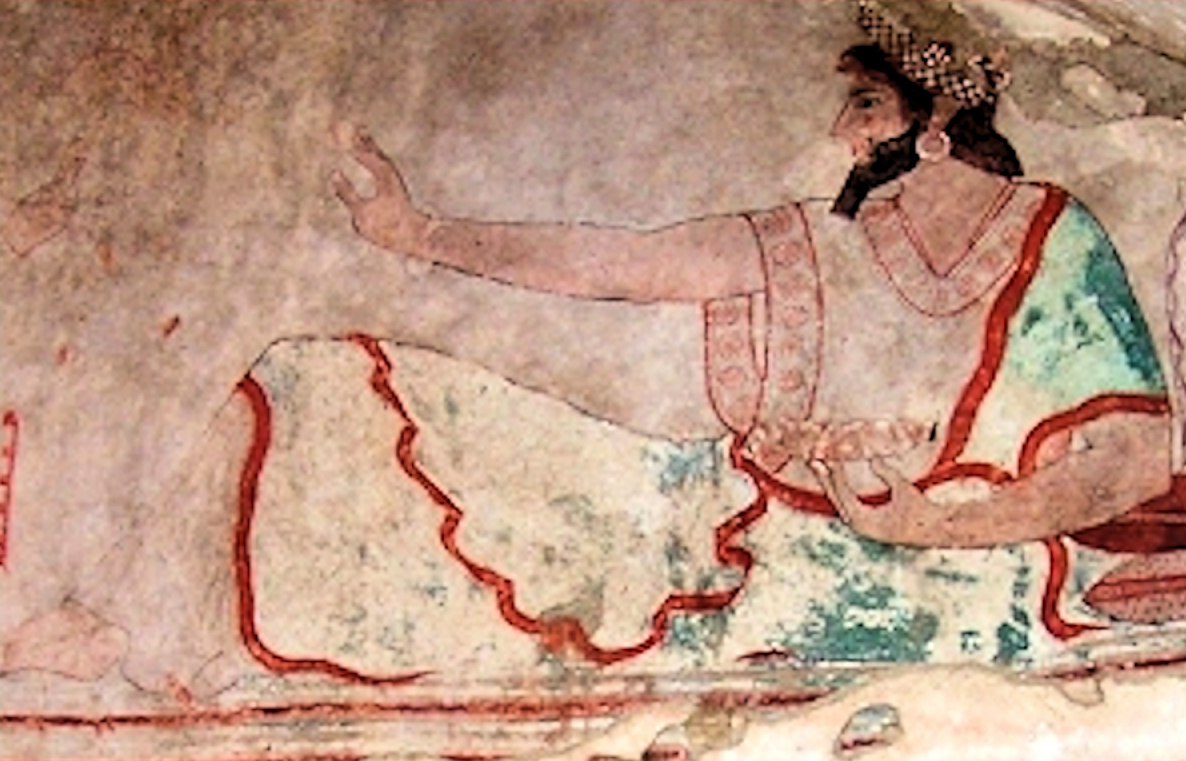
Wandmalerei in einer Steingrabkammer bei Karaburun

Der Kreis ist durch den Apfelanbau bekannt. 10 % der türkischen Apfelproduktion kommen aus Elmalı; der Name Elmalı bedeutet auf Deutsch die (Stadt) mit Äpfeln. Auch die Leblebi (geröstete Kichererbsen) aus diesem Kreis sind bekannt. 
Der Landkreis ist Namensgeber für die sogenannten "Elmalı-Gräber", zwei spätarchaische Tumuli mit bemalten Steingrabkammern bei den Dörfern Karaburun und Kızılbel, die von der amerikanischen Archäologin Machteld Mellink ausgegraben und restauriert wurden.
Der Ort Elmalı wurde 1352 gegründet und (lt. Stadtlogo) 1868 zu einer Gemeinde (Belediye) erhoben.